# Wade Boggs
Wade Anthony Boggs (* 15. Juni 1958 in Omaha, Nebraska) ist ein ehemaliger US-amerikanischer Baseballspieler in der Major League Baseball (MLB).

## Biografie
Wade Boggs, ein linkshändiger Schlagmann, begann seine Karriere in der Major League bei den Boston Red Sox auf der Position des Third Baseman am 10. April 1982. Er war von den Red Sox in der 7. Runde des MLB Draft 1976 verpflichtet worden. Während seiner Zeit in den Minor Leagues war er eigentlich nicht aufgefallen und schien keine große Karriere vor sich zu haben.
Boggs gewann insgesamt fünf Mal den batting title der American League, für einen sechsten Titel fehlten ihm in seiner Rookiesaison 121 Schlagmöglichkeiten, um die erforderliche Anzahl von 502 zu erreichen. Er ist der einzige Spieler in den Major Leagues des 20. Jahrhunderts, der in sieben aufeinanderfolgenden Spielzeiten mehr als 200 Basehits zu verzeichnen hatte. Willie Keeler gelangen acht solcher Spielzeiten von 1894 bis 1901. Zwölf Mal wurde er als Third Baseman in das All-Star-Team berufen, nur Brooks Robinson hatte mehr Berufungen auf dieser Position.
Auch einige Besonderheiten sind bei Boggs zu verzeichnen. So aß er vor jedem Spiel Huhn, ließ sich in der Vorbereitung auf sein Feldspiel immer genau 150 ground balls zuspielen, betrat bei Abendspielen den Batting Cage immer exakt um 17:17 Uhr und verrichtete seine Sprintübungen um 19:17 Uhr. Vor jedem at bat zeichnete er das hebräische Wort n Chai (Leben) in die Schlagbox. Auch seine Wege zum und vom Feld waren immer identisch.
All diese Routinen sollten ihn zu einem herausragenden Schlagmann machen. Nach dem Wechsel von Carney Lansford wurde Boggs Stammspieler auf der 3. Base bei den Red Sox. 1986 erreichte er mit seinem Team die World Series gegen die New York Mets, die allerdings die Oberhand behielten. Seine Karriere bekam in der Saison 1988 einen leichten Knick, der wohl nach Meinung vieler Baseballbeobachter durch eine Affäre um außereheliche Beziehungen zustande kam. Sein schlechtestes Karrierejahr war dann 1992, die Red Sox belegten erstmals seit 1939 den letzten Platz in der AL East. 

Boggs’ „Retired Number“ bei den Rays

Boggs verließ nach dieser Saison Boston und wechselte zu den New York Yankees. Hier wurde er in seinen ersten vier Jahren im Yankee-Dress kontinuierlich ins All-Star-Team gewählt. Mit den Yankees kehrte er nach 10 Jahren auch wieder in die World Series zurück. In Spiel 4 der Serie gegen die Atlanta Braves musste Steve Avery einen walk bei geladenen Schlagmalen abgeben, welcher den Yankees den Sieg und den Ausgleich in der Serie brachte. Die Yankees gewannen darauf die weiteren Spiele und Boggs erhielt seinen World Series-Ring. Nach einem schwachen Start in der darauffolgenden Saison steigerte sich Boggs immer mehr, aber sein Team musste sich in der AL Championship Series den Cleveland Indians geschlagen geben.
Die Tampa Bay Rays vergeben seit 2000 seine Rückennummer 12 nicht mehr. Obwohl seine Rückennummer bei den Red Sox nicht pensioniert ist, wurde er in die Boston Red Sox Hall of Fame aufgenommen. Im Jahr 2005 wurde er gemeinsam mit Ryne Sandberg in die Baseball Hall of Fame aufgenommen.